# Fenton John Anthony Hort
Fenton John Anthony Hort, född 23 april 1828 i Dublin, död 30 november 1892 i Cambridge, var en brittisk teolog.
Fenton John Anthony Hort var professor i Cambridge, han utgav tillsammans med Brooke Foss Westcott The New Testament in the original Greek text (2 band, 1881).